# Lou Sullivan
Louis Graydon Sullivan (16 de junio de 1951 - 2 de marzo de 1991) fue un autor y activista estadounidense conocido por su trabajo en favor de los hombres trans. Fue quizás el primer hombre transgénero en identificarse públicamente como gay, y es en gran medida responsable de la comprensión moderna de la orientación sexual y la identidad de género como conceptos distintos y no relacionados.
Sullivan fue un pionero del movimiento de defensa de los derechos de las personas trans masculinas (FTM) y fue fundamental para ayudar a las personas a obtener apoyo de pares, asesoramiento, acceso a la terapia hormonal and cirugías de reasignación de género fuera de las clínicas de disfruta de género. Él fundó FTM International, una de las primeras organizaciones específicas para personas LGBT, y su activismo y trabajo comunitario supusieron una contribución significativa para el rápido crecimiento de la comunidad FTM a finales de la década de 1980.

## Primeros años
Sullivan creció en Milwaukee, Wisconsin. Sullivan nació como el tercero de seis hijos en una familia católica muy religiosa y asistió a una escuela primaria y secundaria católica. Sullivan comenzó a llevar un diario a los 10 años, describiendo sus primeros pensamientos de infancia sobre ser un niño, su confusa adolescencia, sus fantasías sexuales de ser un hombre gay y su participación en la escena musical de Milwaukee. Durante su adolescencia, expresó una continua confusión sobre su identidad, escribiendo a los 15 años en 1966 que "Quiero parecerme a lo que soy, pero no sé cómo es alguien como yo. Quiero decir, cuando la gente me mira, quiero que piensen: "Hay una de esas personas [...] que tiene su propia interpretación de la felicidad. Eso es lo que soy". 
Sullivan se sintió atraído por la idea de interpretar diferentes roles de género, y su atracción por los roles masculinos se describió en sus escritos, específicamente en sus cuentos, poemas y diarios; a menudo exploró las ideas de la homosexualidad masculina y la identidad de género. A los diecisiete años comenzó una relación con un amante que él mismo definía como "femenino", y juntos jugaban con los roles de género y la manipulación de los mismos.

## Transición y adultez
En 1973, Sullivan se identificó como un "travesti femenino" y en 1975 se identificó como un "transexual de mujer a hombre". En 1975, "se hizo evidente" que Sullivan necesitaba dejar Milwaukee para ir a algún lugar donde pudiera encontrar "más comprensión" y acceder a hormonas para su transición, por lo que decidió mudarse a San Francisco. Su familia apoyó la mudanza y le regalaron "un traje de hombre atractivo y el reloj de bolsillo de [su] abuelo" como regalos de despedida.
Al llegar a San Francisco, Sullivan comenzó a trabajar en la Wilson Sporting Good Company, donde trabajaba como mujer pero se vestía como hombre la mayor parte del tiempo. En su vida personal, Sullivan vivió como un hombre abiertamente gay, pero se le negó repetidamente la cirugía de reasignación de sexo (SRS) debido a su orientación sexual y a la expectativa de la época de que las personas transgénero debían adoptar roles de género heterosexuales estereotipados del sexo opuesto. Este rechazo llevó a Sullivan a iniciar una campaña para eliminar la homosexualidad de la lista de contraindicaciones para la cirugía de reasignación de sexo.
En 1976, Sullivan sufrió una grave crisis de identidad de género y continuó viviendo como una mujer heterosexual femenina durante los siguientes tres años después de ser rechazado por Stanford sobre la base de la autodeclaración de Sullivan de ser un hombre homosexual. Mientras Sullivan intentaba pasar por la vida enmascarando y presentándose de manera afeminada, se encontró con las dificultades que Steve Dain, un maestro transgénero anteriormente conocido como Doris Richards, experimentó en los periódicos en 1976. En 1978, quedó conmocionado por la muerte de su hermano menor. 
Dain y Sullivan pudieron conocerse en 1979, y Dain alentó a Sullivan a continuar con la transición. Así, en 1979, Sullivan finalmente pudo encontrar médicos y terapeutas que aceptaran su sexualidad, a pesar de las contradicciones previas en la universidad que priorizaban la orientación sexual declarada por sobre los criterios de diagnóstico, y comenzó a tomar testosterona. Un año después, Sullivan se sometió a una doble mastectomía.   Luego dejó su trabajo anterior para trabajar como técnico de ingeniería en la Atlantic-Ritchfield Company para poder abrazar plenamente su nueva identidad como hombre con nuevos compañeros de trabajo.
En 1986, Sullivan se sometió a una cirugía de reconstrucción genital. Poco después de la cirugía le diagnosticaron VIH positivo y le dijeron que sólo le quedaban 10 meses de vida. Sullivan fue el primer caso conocido de un hombre trans que desarrolló SIDA. Es probable que Sullivan se infectara con VIH en 1980, justo después de su cirugía de pecho. Él escribió: "Sentí cierto placer en informar a la clínica de género que, aunque su programa me decía que no podía vivir como un hombre gay, parecía que iba a morir como uno". Sullivan murió de complicaciones relacionadas con el SIDA el 2 de marzo de 1991.
En el libro Transgender History de Susan Stryker, se relatan las etapas finales de la vida de Lou. Stryker afirmó: “En el momento en que se confirmó su diagnóstico, las tasas de supervivencia de las personas con SIDA rondaban los dos años. Sullivan sobrevivió cinco años, con una salud razonablemente buena hasta el final. En sus últimos años participó en ensayos de medicamentos contra el SIDA, terminó su libro sobre Jack Garland y continuó apoyando al grupo FTM y a la Sociedad Histórica. Sin embargo, la campaña final de Sullivan fue persuadir a los miembros de la HBIGDA y al comité que revisaba la definición de GID [Trastorno de Identidad de Género] para la próxima edición del Manual Diagnóstico y Estadístico para que eliminaran la “orientación homosexual” como una contradicción en los criterios de diagnóstico, que se basaban en el supuesto de que las personas transgénero homosexuales no existían. Sullivan no vivió para ver ese cambio en 1994, pero le consoló saber que sus esfuerzos estaban contribuyendo a una revisión de la literatura sexológica."
Sullivan mantuvo un diario durante toda su vida: algunos extractos se publicaron en 2019 con el título We Both Laughed in Pleasure (retitulado "Youngman" en el Reino Unido).

## Activismo y contribuciones comunitarias
Sullivan escribió el FTM Newsletter, una de las primeras guías para hombres trans, y también una biografía del FTM de San Francisco Jack Bee Garland. Sullivan fue fundamental a la hora de demostrar la existencia de hombres trans que se sentían atraídos por otros hombres. Lou Sullivan comenzó a brindar asesoramiento entre pares a través de Janus Information Facility, una organización que brindaba información sobre temas transgénero. También se le atribuye ser el primero en discutir el erotismo de la ropa masculina.

### Editor deThe Gateway
Sullivan participó activamente en la organización Golden Gate Girls/Guys (posteriormente llamada Gateway Gender Alliance), una de las primeras organizaciones sociales y educativas para personas transgénero que ofrecía apoyo a los transexuales FTM y, de hecho, solicitó con éxito que se añadiera "Guys" a su nombre. Desde julio de 1979 hasta octubre de 1980, Sullivan editó The Gateway, un boletín con "noticias e información sobre travestismo y transexualismo" que era distribuido por los Golden Gate Girls/Guys. Originalmente estaba enfocado principalmente en las necesidades de los lectores MTF y travestis y se leía "como un periódico de pueblo", pero bajo la edición de Sullivan logró una mayor paridad de género entre los temas MTF y FTM. Según Megan Rohrer, Sullivan "transformó Gateway de una manera que cambiaría para siempre la tutoría FTM" porque las personas trans todavía podían obtener información sobre cómo hacerse pasar por alguien sin tener que asistir a reuniones grupales en persona.

### Sociedad Histórica GLBT
Sullivan fue miembro fundador y miembro de la junta directiva de la Sociedad Histórica GLBT (anteriormente Sociedad Histórica Gay y Lesbiana) en San Francisco. Sus documentos personales y de activismo se conservan en los archivos de la institución como colección n.º 1991-07; los documentos están completamente procesados y disponibles para su uso por parte de investigadores, y se publica una ayuda de búsqueda en el Archivo en línea de California. La Sociedad Histórica ha exhibido materiales seleccionados de los documentos de Sullivan en varias exposiciones, en particular "Man-i-fest: FTM Mentoring in San Francisco from 1976 to 2009", que estuvo abierta durante gran parte de 2010 en la segunda galería de la sede de la sociedad en 657 Mission St. en San Francisco, y "Our Vast Queer Past: Celebrating San Francsico's GLBT History", la exposición debut en la galería principal del Museo de Historia GLBT de la sociedad que se inauguró en enero de 2011 en el Distrito Castro de San Francisco.

### Cabildeo por el reconocimiento de los hombres trans gais
Lou era escritor y capaz de defender lo que consideraba la verdad. Era un hombre transexual gay, incluso antes de que esto fuera permitido o reconocido. Él también es la persona que ayudó a cambiar eso y ahora ser gay ya no es un problema si quieres comenzar la transición.
Max Wolf Valerio

Sullivan presionó a la Asociación Estadounidense de Psiquiatría y a la Asociación Profesional Mundial para la Salud Transgénero para que reconocieran su existencia como un hombre trans gay.  Estaba decidido a cambiar las actitudes de las personas hacia los hombres trans gay  pero también a cambiar el proceso médico de transición eliminando la orientación sexual de los criterios del trastorno de identidad de género para que los hombres trans que son gays también pudieran tener acceso a hormonas y cirugía, haciendo esencialmente que el proceso fuera "ciego a la orientación".

## Honores
En junio de 2019, Sullivan fue uno de los primeros cincuenta "pioneros, precursores y héroes" estadounidenses incluidos en el Muro Nacional de Honor LGBTQ dentro del Monumento Nacional Stonewall (SNM) en el Stonewall Inn de la ciudad de Nueva York. El SNM es el primer monumento nacional de Estados Unidos dedicado a los derechos y la historia LGBTQ, y la inauguración del muro se programó para que tuviera lugar durante el 50º aniversario de los disturbios de Stonewall.
En agosto de 2019, Sullivan fue uno de los homenajeados en el Rainbow Honor Walk, un paseo de la fama en el barrio Castro de San Francisco que reconoce a las personas LGBTQ que han "hecho contribuciones significativas en sus campos". 

## Obras
- "A Transvestite Answers a Feminist" en Gay People's Union News (1973)
- "Looking Towards Transvestite Liberation" en Gay People's Union News (1974)
- Female to Male Cross Dresser and Transsexual (1980)
- Information for the Female to Male Cross Dresser and Transsexual (1990)[19]
- From Female To Male: The Life of Jack Bee Garland (1990)[20]
- We Both Laughed in Pleasure: The Selected Diaries of Lou Sullivan 1961-1991. (2019). Editado por Ellis Martin y Zach Ozma

## Lectura adicional
- Revista de Ciencias Sociales, 2017. Lou Sullivan: Atreverse a ser un hombre entre hombres. Transgresión de prensa.ISBN 9780998252117
- Martin, Ellis y Ozma, Zach (editores) (2019). Ambos nos reímos de placer : Los diarios seleccionados de Lou Sullivan 1961-1991. Libros de Nightboat.ISBN 9781643620176

- Datos: Q6685787